# 핫 캐리어 주입
핫 캐리어 주입(Hot-carrier injection, HCI)은 전자 또는 양공이 인터페이스 상태를 깨는 데 필요한 잠재적 장벽을 극복하기 위해 충분한 운동 에너지를 얻는 고체 전자 소자의 현상이다. "핫"(hot)이라는 용어는 소자의 전체 온도가 아니라 캐리어 밀도를 모델링하는 데 사용되는 유효 온도를 나타낸다. 전하 입자가 MOS 트랜지스터의 게이트 유전체에 갇힐 수 있으므로 트랜지스터의 스위칭 특성이 영구적으로 변경될 수 있다. 핫 캐리어 주입은 고체 소자의 반도체 신뢰성에 악영향을 미치는 메커니즘 중 하나이다.

## 같이 보기
- 일렉트로마이그레이션